# Ringberg (Waldmünchen)
Ringberg ist ein Ortsteil der Stadt Waldmünchen im Landkreis Cham des Regierungsbezirks Oberpfalz im Freistaat Bayern.

## Geografie
Ringberg befindet sich auf dem Nordwesthang des 652 Meter hohen Kochberges. Die Ortschaft liegt 500 Meter südwestlich der tschechische Grenze und 5,5 Kilometer nordwestlich von Waldmünchen.

## Geschichte
Josef Bernklau und Alfred Piwonka nehmen an, dass Grafenried um 950 am Ringberg gegründet wurde. Diese Annahme ist aber nicht bewiesen.
Ringberg (auch: Ringhof) ist wahrscheinlich eine späte Ausbausiedlung von Untergrafenried. Sie wurde im amtlichen Verzeichnis für 1864 erstmals erwähnt.
1820 wurden im Landgericht Waldmünchen die Ruralgemeinde Untergrafenried gebildet. Zur Ruralgemeinde Untergrafenried gehörte neben Untergrafenried mit 40 Familien die Einöde Kramhof mit 2 Familien. Später (nach 1808) kam noch die Einöde Ringberg hinzu.
1978 wurde die Gemeinde Untergrafenried in die Stadt Waldmünchen eingemeindet.
Ringberg gehört zur Pfarrei Ast. 1997 hatte Ringberg 8 Katholiken.

## Einwohnerentwicklung ab 1864
| Jahr | Einwohner | Gebäude |
| ---- | --------- | ------- |
| 1861 | 8         | 3       |
| 1871 | 12        | 4       |
| 1885 | 9         | 1       |
| 1900 | 5         | 1       |
| 1913 | 10        | 1       |
| 1925 | 7         | 1       |

| Jahr | Einwohner | Gebäude |
| ---- | --------- | ------- |
| 1950 | 6         | 1       |
| 1961 | 4         | 1       |
| 1970 | 4         | k. A.   |
| 1987 | 3         | 1       |
| 2011 | 2         | k. A.   |